# Ixalodectes flectocercus
Ixalodectes flectocercus là một loài côn trùng thuộc họ Tettigoniidae đặc hữu của Úc.